# Болховские
Болховские (Болоховские) — русский княжеский род, Рюриковичи.

## Происхождение рода
Князь П. В. Долгоруков считает, что Болховские являются потомками удельных князей, живших в Южной Руси в XI-XII веках и владевших древним городом Болоховом, давно уже не существовавшем, но упоминаемом в летописях.
Летописи сообщают о Болоховских князьях следующее:
1. Болоховские князья появляются в истории не раньше XIII века. Они помогают венгерскому королевичу Андрею во время его войны с Даниилом Романовичем князем  Галицким (1231).
2. В Волынской летописи упоминается Изяслав[3], которого историки относят к князьям Болоховским (1233 и 1234). Галицкие бояре заключают союз с Болоховскими князьями, напавшими на области Даниила Романовича (1235). Недалеко от Каменца ополчение галицких бояр и Болоховских князей было разбито Даниилом, причем все князья Болоховские попали в плен.
3. В Галиче правил Михаил Всеволодович Черниговский (1235). Он вместе с Изяславом послал к Даниилу с требованием освободить пленных, причем называл Болоховских князей своими братьями "дай нашу братию или придем на тя войною".
4. Болоховские князья подступают к Бакоте, вместе с князем Ростиславом, сыном Михаила Всеволодовича (1241). В том же году их земли опустошает Даниил.
5. Волынская летопись упоминает, что Даниил и Василько вступились за Болоховских князей у князя мазовецкого Болеслава Кондратьевича, который хотел их наказать и ограбить за то, что они пошли в его землю. Тогда Болеслав сказал о них Даниилу: "не суть вои твои, но суть особнии князи".
6. В рукописном сборнике Публичной библиотеки говорится о пожаловании королем польским Мечиславом князю Владимиру Болховскому, герба Любич , за войну с Прусаками и Крыжаками (1190). Польский геральдист Несецкий не подтверждает эту информацию.

Г. А. Власьев о происхождении князей Болховских пишет, что согласно древнему родословцу «у князя Андриана Звенигородского (XIV колено от Рюрика), кроме сына Фёдора (родоначальника князей Звенигородских) показан ещё сын Иван с прозвищем „Болх“, и к которому приписано целое поколение», и поэтому он относит их к потомкам святого князя Михаила Всеволодовича Черниговского.
По другим источникам, князья Болоховские происходят хотя и от Мстислава Михайловича карачевского, но не через сына  его Андрея звенигородского, а через другого его сына Тита Мстиславича козельского (XIII колено). У последнего был сын Святослав Титович, внук Святослав Святославич и правнук Иван Святославич Болх, бывший на уделе в Болхов. От старшего сына Ивана Святославича —  Александра Ивановича, происходят князья Болховские, а от младшего сына Ивана Ивановича Адаша — дворяне Бунаковы.

## История рода
По мнению Г. А. Власьева Родоначальник князей Болховских — князь Иван Андрианович Болх (XV колено от Рюрика), который в Бархатной книге показан без прозвания и бездетным. У него был сын князь Иван Иванович Адаш и внук Александр Иванович. От князя Романа Васильевича (V колено), который имел 5 сыновей происходит разветвление рода. Князь Иван Романович подписал купчую на деревни Пшеничниково и Прощеное во Владимирском уезде в пользу монастыря в Волосово (1521). Князь Василий Иванович сын боярский по Владимиру (1570), послан в Водскую пятину для сбора на службу детей боярских (1579), голова в Пскове (1580), воевода в Туле (1581), в Новокаменном Царёвом городе (от Москвы-реки до Неглинной) (1589). Князь Дмитрий Иванович описывал Звенигородский уезд (1566), а князь Василий Иванович в этом же году подписался в поручной записи по Михаилу Ивановичу Воротынскому. В Новгороде были казнены (1570) Шемяка, Ощера и Никон Ощерин Болховские (указаны без титула князь), их имена записаны в синодик опальных людей Ивана Грозного. Князь Пётр Ильич воевода в Муроме (1572), Фёдор Ильич воевода в Галиче (1584).  Князь Иван Дмитриевич провожал Ногайских послов (1581), воевода в Царицыне (1593), Новосиле (1600), объезжий голова в Москве (1601), воевода в Шацке (1602), в Воронцовских воротах (1608), во Владимире на Клязьме (1609) и в этом же году получает похвальную царскую грамоту за освобождение от изменников Владимира и Мурома, принимает участие в снятие осады Троице-Сергиева монастыря. Князь Левонтий Иванович подписал купчую в Суздальском уезде (1591). Князь Василий Семёнович на свадьбе у Василия Ивановича Шуйского нёс каравай невесты (17 января 1608). Князья Болховские начинают активно местничать с другими родами (с 1659). Княжна Софья Борисовна Болховская игуменья Казанского Богородицкого монастыря, кавалерственная дама ордена Святой Екатерины († 1807).

## Известные представители
- Князь Болховский Василий Семёнович — 2-й воевода в Туле (1581), 2-й воевода в Касимове (1587), на время Серпуховского похода царя Бориса Годунова оставлен в Москве для её сбережения (1598).
- Князь Болховской, Семён Дмитриевич — воевода, послан в Сибирь с атаманом Кольцо на помощь Ермаку Тимофеевичу (1583).
- Князь Болховский Михаил Петрович — служил по Мурому в городовых дворянах (1597).
- Князь Болховский, Иван Дмитриевич — голова в Васильсурске (1597-1600), объезжий голова в Москве (1601), в связи с угрозой нападения хана Казы-Гирея Боры назначен головою в Шацк (март 1602) и оставлен там на осень, воевода в Темникове (1614).
- Князь Болховский Афанасий Петрович — приехал в Москву (1615) с грамотами от князя Даниила Ивановича Мезецкого и обратно велено ему ехать с царскими грамотами.
- Князь Болховский, Василий Михайлович[9] — воевода в Кадоме (1615), Арзамасе (1622), Уржуме (1624-1628), московский дворянин (1627-1640), во время путешествия царя в Симонов монастырь (31 июля 1626) оставался в Москве в числе оберегателей, воевода во Владимире (1629-1630), стоячий воевода у Трубы (в Москве) (1633), воевода  засеки Шегловские ворота (1638), владел двором в Муроме (1637), имел двор в Москве на Покровке у Николы Чудотворца (1638), воевода в Крапивне (1641-1642), при поздравлении со Светлым праздником (Пасхой) удостоился видеть царя.
- Князь Болховский Андрей Фёдорович (1619-1668) — службы: в походах в Вильно и под Ригу, в Белгород (1646), в Литовском походе (1654-1666), в Рыльске и Губарях, имел вотчину в 22 двора и поместья в Муромском и Алатарском уездах.
- Князь Болховский Роман Фёдорович — помещик Нижегородского уезда (дер. Бехчина, Семёново, Чуприново, Писково, Усово, Бабеево, Тинино) (1621), воевода в Муроме (1623), сопровождал царя в Симонов монастырь (1626), московский дворянин (1627-1640).
- Князь Болоховский Дмитрий Андреевич — получил царскую грамоту на владение поместьями отца (1621), а в (1633) часть поместий от дяди, князя Романа Фёдоровича, упомянут в духовном завещании Я.К. Люткина (1650), голова в Шомшинске (1662).
- Князь Болховский Андрей Иванович — стольник патриарха Филарета (1627-1629), московский дворянин (1636-1658) с окладом 500 четей и 18 рублей,  получил часть имений дяди (1633), князя Фёдора Ивановича в Московском уезде (пустоши Бороздино, Гущино, Малинки, Шолохово, Карабаново, Уварково), воевода в г. Курмыш (1651).
- Князь Болховский Фёдор Григорьевич — патриарший стольник (1629), московский дворянин (1636-1677) с окладом в 700 четей, за Черкассую службу и Конотопский бой придача 100 четей, участвовал в церемонии приёма персидского посла (1659), сопровождал царицу Марию Ильиничну в Троицкий монастырь (09.10.1650), в Новодевичий монастырь (1652), отпущен из Москвы по случаю болезни дочери (1674).
- Князь Болховский Иван Дмитриевич — воевода во Владимире на Клязьме (1609).
- Князь Болховский Иван (без отчества) — воевода в Шацке (1602).
- Князь Болховский Иван Фёдорович — сын боярский, воевода в Тютюшках (1614), Козмодемьянск (1615), Коломне (1628-1630), впоследствии служил на "государевом дворе" (с 1649), московский дворянин (1627-1658).
- Князья Болховские: Иван Фёдорович, Василий Михайлович — московские дворяне (1627-1640).
- Князь Болховский, Семён Никитич — жилец , патриарший стольник (1627-1629), московский дворянин (1636-1677), на службе в Можайске (1634), Дедилове (1637), участвовал в приёме Персидского посла (1639), на службе в Туле (1642), провожал Датского королевича до Литвы (1645), участвовал в постройке валов в Ливнах и Белгороде (1646), воевода в Хотмыжске (1647-1648), Симбирске (1651), в числе посольства послан к гетману Богдану Хмельницкому , для принятия Малороссии в подданство России (1653), во время Переяславской рады принимал присягу на верность московскому царю от гетмана Левобережья Б. Хмельницкого, старшин и казаков (1654), пожалована вотчина в Нижегородском уезде (1668). имел двор в Москве.
- Князь Болховский Фёдор Иванович — жилец (1632), помещик Нижегородского уезда (дер. Бабкино, 250 четвертей земли). на службе на коне (и 3 боевых холопа), московский дворянин (1636-1677) с окладом 450 четвертей, получил поместья своего дяди Романа Фёдоровича в Московском уезде (1648).
- Князь Болховский Андрей Федорович — московский дворянин (1640-1677), за объявление рождения наследника престола пожаловано 17 рублей (1674), оклад 1000 четей и 67 рублей (1677), имел поместья в Нижегородском уезде (сельцо Буйносово, пустоши Кобеево, Ермаково, Филисово, Аникино и 250 четвертей земли) (1644), в Московском уезде (дер. Слепушкино и пустошь Юшково), убит под Симбирском (1657).
- Князь Болховский Фёдор Семёнович — жилец (1641), на службе в Туле (1642), имел оклад 400 четвертей и 10 рублей.
- Князь Болховский Федор Григорьевич — воевода в Переславль-Залесский (1647-1648).
- Князь Болховский Пётр Семёнович — стряпчий (1653-1676), на службе в Черкасах (1654), оклад 880 четей и 51 рубль с придачами за службу 130 четей (1668), поместья (Юшково, Печихино, Шолохово), получил наследство поместья в Московском уезде (1674).
- Князь Болховский Никита Семёнович (г/р 1632) — жилец (1647), стряпчий (1658-1668),  имел двор в Москве в Белом городе, умел поместья в Московском уезде, на службе на Украине (1647), оклад 500 четвертей и 18 рублей (1649).
- Князь Болховский Иван Петрович — стряпчий (1658-1676), стольник (1686-1692).
- Князь Болховский Иван Фёдорович — убит под Конотопом (1659).
- Князь Болховский Яков Фёдорович — жилец (1675), ранен под Чигирином и пожалован в стряпчие (1677-1692), участвовал в Троицком походе (1682), в Крымских походах (1687 и 1689), в Кизикерменском походе (1695), имел поместья во Владимирском уезде (село Луховцево 5 дворов и мельница, с деревнями и пустошами), Галицком уезде (дер. Васильевская 15 дворов), Костромского уезда (дер. Суворова 5 дворов), получил наследство во Владимирском уезде (дер. Луховцово и Антипино) (1687). Жена: княжна Евдокия Петровна (урождённая Овцына).
- Князь Болховский Михаил Андреевич — на службе (1661), стряпчий (1676), стольник (1677-1686), на службе: в Рыльске и Путивле (1661), в Путивле, Севске и Глуховым (1668-1669), в Низовом походе (1671), в Путивле и потом в Касимове на службе царевича Василия Араслановича (1678-1679), за ним состояло: на Белоозере - 3 двора, на Алаторе - 11 дворов, в Муроме - 3 двора, в Коломне - 3 двора, а на службе на коне с саблей да пара пистолей, две лошади, да 4 боевых холопа.
- Князь Болховский Иван Андреевич — жилец (1661),  московский дворянин (1676-1677), стольник (1686-1692), имел двор в Москве.
- Князь Болховский Александр Андреевич (1641-1689) — на службе жильцом (1668), стряпчий (1677), стольник (1692). Служба:  в Севске и Путивле (1668), в Низовом походе (1671), под Киевом (1678), в Крымском походе (1689), под Азовом (1696), показал, что был в Кубанском походе в полку П.М. Апраксина у государева знамени воевода (1722)[10][11].
- Князь Болховский Александр Григорьевич — стряпчий (1683), стольник (1686-1692).
- Князь Болховский Борис Григорьевич — стольник, воевода в Лысков (1687).
- Князь Болховский Михаил Петрович — стольник царицы Евдокии Фёдоровны (1692), с окладом 600 четвертей и 30 рублей. Имел поместья в Московском уезде (Печихино и Шолохово) (1682).
- Князь Болховский Яков Михайлович († 1708) — в Крымском походе (1687), стряпчий (1689), в Троицком походе (1690), в Азовском походе (1696).
- Князь Болховский Яков Фёдорович — стряпчий (1658-1692).
- Князья Болховские: Иван Матвеевич, Фёдор Иванович — московские дворяне (1640-1692).
- Князь Болоховский Иван Яковлевич — воевода в Томской воеводской канцелярии (1758)[12][10].
- Князья Сергей Борисович и Василий Борисович Болховские — предводители дворянства в Казани в конце XVIII века.
- Княжна Болоховская Татьяна Петровна († 1708) — жена боярина Петра Авраамовича Большого Лопухина

## Описание гербов
В числе Высочайше утверждённых герба князей Болховских не имеется, но несмотря на это его изображения известны:
1. В гербовнике Анисима Титовича Князева 1785 года имеется изображение печати с гербом родившегося (1749), штык-юнкера артиллерии (1758), майора артиллерии (1796) князя Сергея Борисовича Болховского: поле щита разделено вертикально на две половины и левая половина разделена горизонтально на две части. В правой половине, в золотом поле, серебряная подкова, шипами вверх и над ней три тёмно-жёлтые лилии (?) (две внизу, одна вверху), под подковой изображена белая крепость с красной каменной кладкой. Во второй части, в золотом же поле, зеленая земля, над которой серебряный полумесяц рогами вверх обращённый, над ним горизонтально серебряный же меч, остриём влево и над ними три жёлтые лилии (две внизу, одна вверху). В третьей части, в белом поле, жёлто-розовая фигура (?). Щит увенчан шапкой княжеского достоинства (княжеская мантия отсутствует). Цветовая гамма намёта не определена.
Примечание: поскольку князья Болховские принадлежали к потомству черниговских князей, то помещение в их не утверждённом гербе символа княжества Черниговского - одноглавого орла, представляется вполне обоснованным и более отвечающим историческим реалиям. Подобные изображения полностью соответствуют русской традиции, когда на гербах княжеских родов, происходящих от Рюрика, использовались эмблемы удельных владений предков.
2. Один из гербов помещён на суперэкслибрисе подшивки "С-Петербургских ведомостей" (1782) из собрания отдела редких книг Научной библиотеки Государственного Эрмитажа: в поле щита изображен одноглавый орёл, держащий в правой лапе скипетр, а в левой - державу. Щит увенчан дворянской короной, покрыт горностаевой мантией и увенчан дворянской короной.
Примечание: историк П.А. Дружинин, на основании вензеля, приписал герб родившемуся (1751), Спасскому уездному предводителю дворянства (1794), прапорщику в отставке (с 1796) князю Николаю Ивановичу Болоховскому.
3. Герб князей Болховских из гербовника В.А. Дурасова: в серебряном с чёрной каймой поле чёрный одноглавый орёл с распростёртыми крыльями и золотой короной на голове, держащий в левой лапе большой золотой крест. Щит покрыт княжеской мантией и российской княжеской шапкой.
Примечание: источник сведений В.А. Дурасова неизвестен и сомнителен, однако рисунок из его книги был повторен в справочнике "Дворянские роды Российской империи".